# Emile Griffith
Emile Alphonse Griffith (3 de fevereiro de 1948 - 23 de julho de 2013), mais conhecido como Emile Griffith, foi um pugilista profissional. 
Sua disputa mais conhecida aconteceu em 1962 na briga pelo título com Benny Paret. Griffith, que era bissexual, foi provocado por Paret ainda na pesagem, chegando a ter as nádegas tocadas por Paret. Griffith ganhou a luta com um nocaute tão violento que Paret não recobrou a consciência, morrendo no hospital após 10 dias internado.

## Carreira

### Início da carreira
Griffith nunca sonhou em ser lutador. Isso se deu por acaso, durante sua adolescência, em seu trabalho numa fábrica de chapéus. Num dia quente, após o consentimento de seu chefe - um ex-boxeador amador, tirou a camisa para trabalhar. Este viu como Griffith era forte e o colocou para treinar na Academia de Gil Clancy.

### Benny Paret
Durante muitos anos, Griffith viveu com remorso e se sentiu culpado pelo que aconteceu com Paret, sobretudo pelo cubano ter deixado mulher e filho. Isso o fez lutar de forma diferente, causando menos dor nos rivais.

## Morte
Griffith morreu em 23 de julho de 2013 em uma instituição de cuidados especiais, já que necessitava de cuidados intensivos por sofrer de demência pugilística. Seu filho adotivo, Luis Rodrigo Griffith, foi seu principal cuidador.

## Biografia
Foi lançada em setembro de 2015, na Europa, uma biografia sobre Griffith, intitulada "A man's world: The Double Life of Emile Griffith", escrito pelo jornalista britânico Donald McRae. Não há previsão de uma edição brasileira.
Em uma passagem do livro, Griffith diz: "Eu mato um homem e a maior parte das pessoas me perdoa. Eu amo um homem e muitos dizem que isso me torna uma pessoa horrível".

## Homenagens
Foi nomeado "Lutador do Ano" pela revista The Ring em 1964.
Foi um dos incluídos "Hall da Fama do Boxe Internacional" quando da sua criação, em 1990.
Nas Ilhas Virgens, sua terra natal, foi homenageado dando nome a um parque.